# تنه تیروئیدی-گردنی

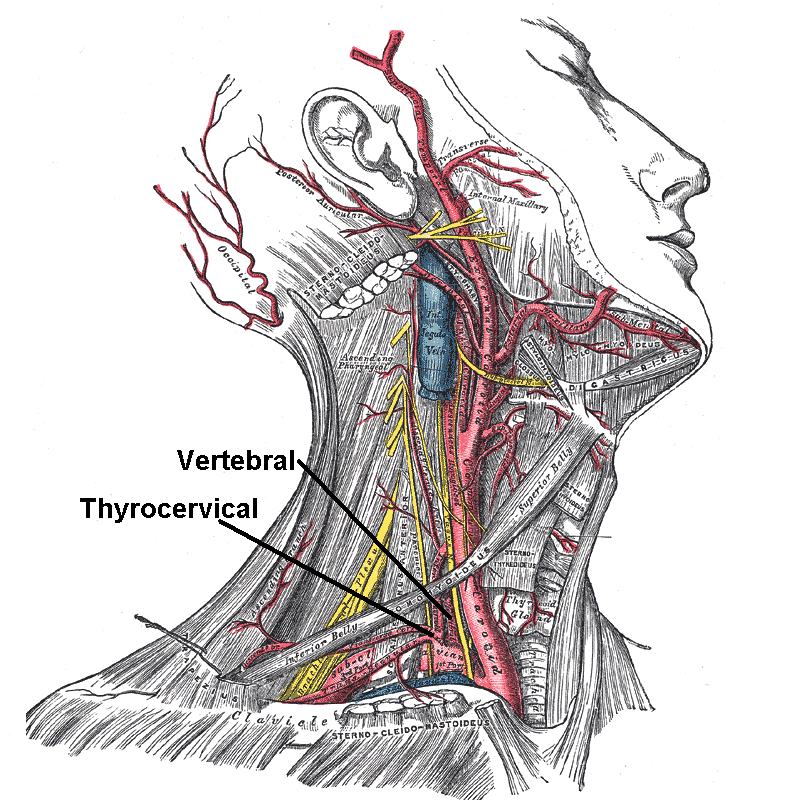

تنه تیروئیدی - گردنی یا تنه تیروسرویکال (به زبان انگلیسی: Thyrocervical trunk) یک تنه شریانی است که از قسمت اول سرخرگ زیرترقوه‌ای (Subclavian artery) منشا می گیرد. این شریان به سه شاخه ی سرخرگ تیروئیدی تحتانی (Inferior thyroid)، سرخرگ روشانه ای (Suprascapular) و گاهی سرخرگ عرضی گردنی (Transverse cervical) تقسیم می شود.